# Hvidstrubet due
Hvidstrubet due (latin: Columba vitiensis) er en dueart, der lever på Melanesien.